# Mercatello sul Metauro
Mercatello sul Metauro település Olaszországban, Marche régióban, Pesaro és Urbino megyében. Lakosainak száma 1326 fő (2023. január 1.). Mercatello sul Metauro Apecchio, Carpegna, San Giustino, Borgo Pace, Sant’Angelo in Vado, Città di Castello és Sestino községekkel határos.

## Népesség
A település lakossága az elmúlt években az alábbi módon változott:
| Lakosok száma | 1368 | 1361 | 1326 |
|               | 2017 | 2018 | 2023 |